# Prost AP03
Der Prost AP03 war der Formel-1-Rennwagen von Prost Grand Prix für die Saison 2000, der an allen 17 Rennen der Saison teilnahm.

## Technik und Entwicklung

### Technische Leitung
Der technische Direktor für die Entwicklung war Alan Jenkins, für die Konstruktion war Jean-Paul Gousset und für die aerodynamische Form des Wagens Loïc Bigois zuständig.

### Motor
Motor war der A20-V10-Saugmotor von Peugeot mit einem Hubraum von 2998 cm³ und einem Zylinderbankwinkel von 72°. Er wog 109 kg, war 583 mm lang, 544 mm breit und 376 mm hoch und leistete im Rennmodus 582 kW (780 PS) bei 16.200/min; Peugeot gab an, dass der Motor im Qualifyingmodus 591 kW (792 PS) bei 17.000/min erziele. Jede Zylinderbank hat zwei über Zahnräder angetriebene Nockenwellen, jeder Zylinder vier Ventile mit pneumatischen Ventilfedern. Der Motor und das Getriebe hatten einen gemeinsamen Ölkreislauf. Der Peugeot A20 wurde neu entwickelt und war im Vergleich zum Vorjahresmodell A18 um elf Kilogramm leichter. Weil er niedriger war, lag der Schwerpunkt tiefer. Der Motor erwies sich vor und während der Saison als relativ unzuverlässig, viele Testfahrten wurden durch Motorenprobleme behindert und einige Ausfälle waren auf den Motor oder dessen Peripherie zurückzuführen. Während der Saison entwickelte Peugeot drei weitere Evolutionsstufen. Bei der Evolutionsstufe vier, die vorrangig für das Qualifying vorgesehen war, wurde durch Prüfstandsimulation ein Leistungszuwachs um bis zu zwei Prozent ermittelt; das entsprach etwa zehn PS.

### Getriebe und Chassis

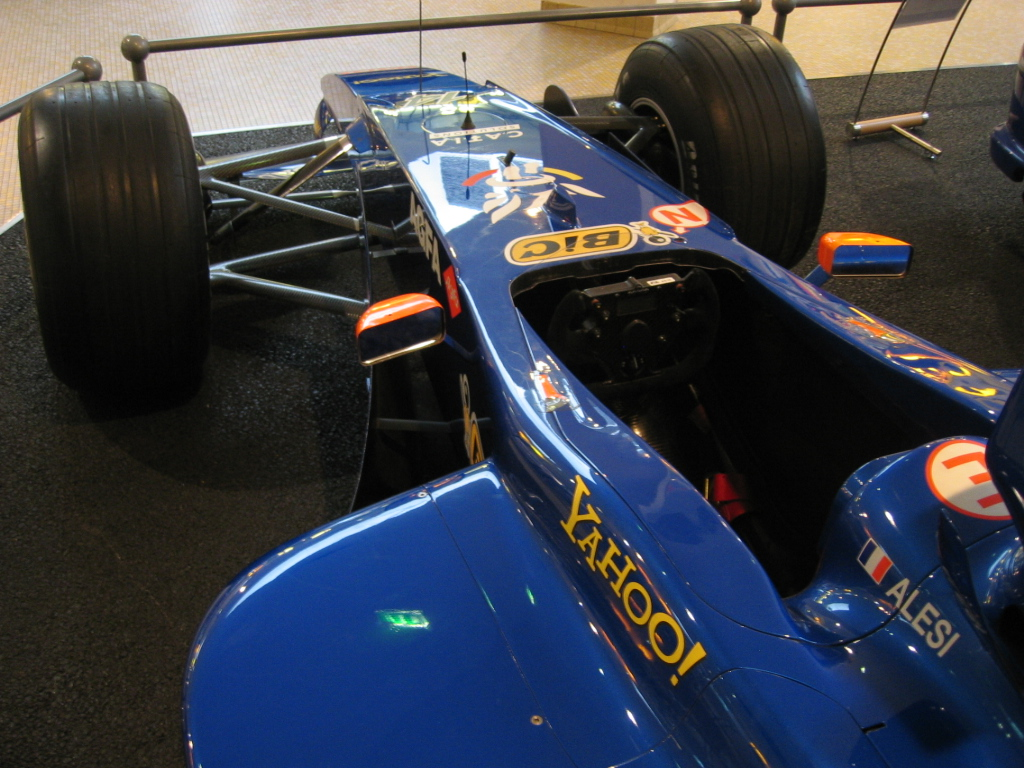
Blick aufs Cockpit

Im Vergleich zum Vorjahr gab es viele Änderungen am Getriebe und am Chassis. Das in Zusammenarbeit mit Xtrac neu entwickelte sequentielle Halbautomatikgetriebe hatte sieben Gänge. Vorder- und Hinterräder waren an Doppelquerlenkern mit innenliegenden, über Schubstangen bestätigten Federn und Stoßdämpfern aufgehängt. Das Chassis war ein gepresstes Kompositmonocoque aus CFK. Als Batterie wurde eine 12-Volt-Batterie eingesetzt. Der Kraftstofftank war zwischen dem Cockpit und dem Motor platziert.

### Lieferanten
Prost bezog Teile für den Wagen von vielen unterschiedlichen Unternehmen. So wurden die Reifen von Bridgestone, die Räder von BBS, der Treibstoff sowie das Motorenöl von Total, die Motorenelektronik von TAG, die Radaufhängung von Penske und die Bremsen von AP Racing geliefert.

## Renngeschichte

### Entstehung von Prost Grand Prix
Am 13. Februar 1997 kaufte der viermalige Formel-1-Weltmeister Alain Prost den seit 1976 in der Formel 1 vertretenen Rennstall Équipe Ligier und nannte ihn für die neue Saison 1997 in „Prost Grand Prix“ um. Alain Prost machte es sich zum Ziel, seinen Rennstall zu einem rein französischem Nationalteam zu machen. Da der Wagen schon fertig entwickelt war, behielt der erste Prost-Rennwagen die Bezeichnung JS45. Ebenso blieben die vorher geschlossenen Verträge mit unter anderem Bridgestone als Reifenlieferant, Gauloises als Hauptsponsor sowie die Fahrerpaarung Olivier Panis und Shinji Nakano gültig. Noch im Februar desselben Jahres unterzeichnete Alain Prost nach der Übernahme einen Vertrag mit Peugeot für deren Motoren mit einer Laufzeit von drei Jahren. Der erste Peugeot-Motor wurde 1998 in den Prost AP01 eingebaut.
Loïc Bigois, bei Ligier als Chefaerodynamiker tätig, wurde in der Übergangszeit zum technischen Direktor ernannt, bis Bernard Dudot, Renaults technischer Direktor bis zu dem Ausstieg des Teams, Ende 1997 zum Rennstall kam. Danach war Bigois für das Fahrzeugdesign zuständig. Ab 2000, nach dem Abgang von Ben Wood zum neuen Jaguar-Team, war er wieder für die Aerodynamik verantwortlich. Wood selbst kam erst 1998 als Chefaerodynamiker von Tyrrell zu Prost. 1998 stießen auch der Testfahrer Stéphane Sarrazin und der angesehene Formel-1-Konstrukteur John Barnard als Berater für die Konstruktion des Wagens dazu.

### Vorbereitungen zur Saison 2000

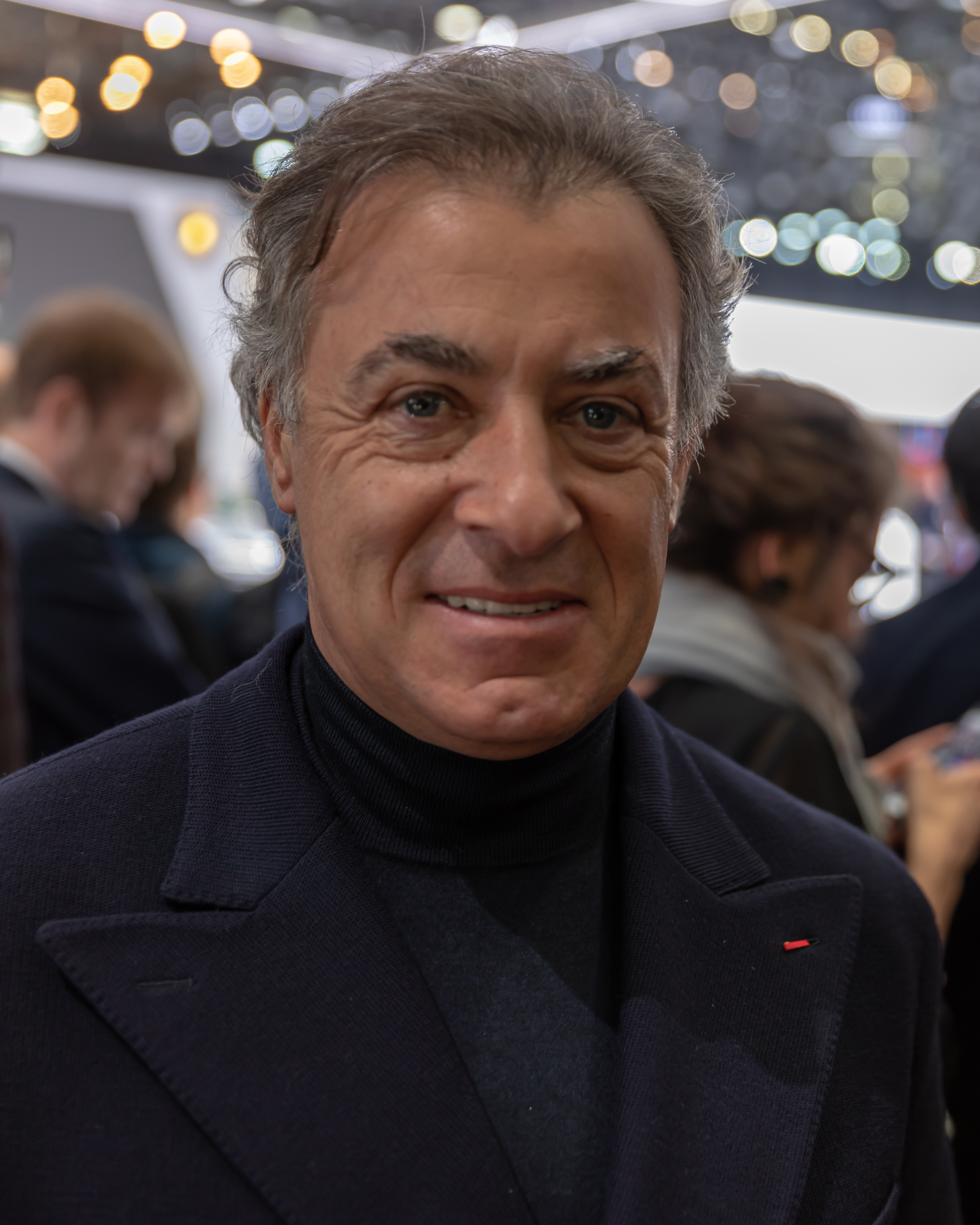
Jean Alesi (hier aus dem Jahr 2019) sollte für die nötige Erfahrung sorgen

Alain Prost wollte mit dem AP03 zurück zur Spitze des Feldes und rekrutierte im Vorfeld zur neuen Saison Alan Jenkins, der davor bei Stewart Grand Prix tätig war, im Sommer 1999 als neuen technischen Direktor; der vorherige technische Direktor Bernard Dudot blieb Prost weiterhin erhalten. John Barnards Unternehmen B3 Technologies unterstützte Prost erneut als technischer Berater. Im August 1999 wurde bekannt gegeben, dass Jean Alesi als neuer Nummer-Eins-Fahrer engagiert wurde; sein Kollege wurde Formel-1-Neuling Nick Heidfeld, Formel-3000-Meister von 1999. Alain Prost beschrieb die Fahrerpaarung als „den perfekten Mix aus Erfahrung und Jugend“. Im Januar 2000 stieß noch John Walton als Sportdirektor zu Prost hinzu; Walton war davor bei den Formel-1-Teams Toleman, Benetton, Jordan und Arrows angestellt.
Vor Beginn der Saison verließen die Sponsoren Canal+ und Alcatel den Rennstall, das wurde mit Yahoo als neuem Sponsor kompensiert. Es wurde ein Dreijahresvertrag mit einem Betrag von 25 Millionen US-Dollar abgeschlossen.

### Präsentation und Wintertestfahrten
Der Wagen wurde am 27. Januar 2000 das erste Mal bei privaten Probefahrten in Circuit de Nevers Magny-Cours eingesetzt. Am 1. Februar um elf Uhr präsentierte Prost vor 300 Gästen und Journalisten am Circuit de Barcelona-Catalunya den neuen Rennwagen. Der neue Sponsor Yahoo übertrug die Veröffentlichung als Live-Stream auf der Homepage von Prost Grand Prix. Alan Jenkins behauptete bei der Präsentation, dass der neue Wagen „mehr als eine Evolution des Vorjahresmodells sei“. Kritiker bemängelten, dass der AP03 zu sehr dem Vorjahresmodell AP02 ähnele. Jenkins konterte diese Aussage damit, dass es nun das dritte Jahr in Folge ohne Änderungen am technischen Reglement sei und alle Wagen von selbst begännen, sich zu gleichen. Tags darauf startete das Team die Fahrzeugtestphase.
Bei den Wintertests zeigte der Prost AP03 viele Probleme. So klagte Heidfeld über die geringe Zuverlässigkeit des Wagens. Am 2. Februar drehten die Fahrzeuge neben Benetton mehrere Runden auf der Rennstrecke in Barcelona; Alesi erzielte eine Bestzeit von 1:26,99 Minuten, rund dreieinhalb Sekunden langsamer als Alexander Wurz im Benetton B200. Nach sechs gefahrenen Runden gab es Probleme mit der Hinterradaufhängung und Prost musste verfrüht von den Barcelona-Tests abreisen. Mit Heidfeld kehrte das Team am 9. Februar zurück nach Barcelona. Mit 1:24,66 Minuten erzielte Heidfeld seine schnellste persönliche Runde; rund vier Sekunden langsamer als Jos Verstappen (Arrows) und drei Sekunden langsamer als Heinz-Harald Frentzen (Jordan). Bis zum 22. Februar erprobten 16 verschiedene Fahrer in Barcelona ihre Wagen, Prost plante ebenfalls bis zum Ende zu bleiben, musste allerdings infolge eines Getriebedefektes zwei Tage verfrüht abreisen. Heidfeld war mit 1:22,993 Minuten auf Platz 14 und Alesi mit 1:24,882 Minuten der langsamste Fahrer; selbst der Formel-1-Paydriver Gastón Mazzacane im Minardi M02 war am vorletzten Platz um eine Sekunde schneller als der routinierte Franzose. Ende Februar legte der Rennstall neben BAR, Benetton, Jaguar, McLaren und Williams zusätzliche Testtage in Jerez de la Frontera ein. Alesi belegte hier ebenfalls den letzten Platz, seine schnellste Rundenzeit von 1:26,989 Minuten lag rund dreieinhalb Sekunden hinter der Rundenzeit von Eddie Irvine, dem schnellsten Fahrer. Heidfelds persönliche Bestzeit betrug 1:24,399 Minuten. In den drei Tagen im Süden Spaniens legten die Wagen insgesamt 162 Runden zurück, dabei fand das Team die Ursache für einige elektronische Probleme und löste sie. Am 29. Februar legte Prost für zwei Tage abschließende Probefahrten in Silverstone ein. Für den ersten Tag waren Fahrten mit Heidfeld geplant, doch wegen Motorproblemen legte der Wagen keine Runde zurück. Am letzten Tag drehte Heidfeld 32 Runden, seine schnellste Zeit betrug 1:29,045 Minuten; die schnellste Rundenzeit an diesem Tag erzielte Jenson Button (Williams) mit 1:26,380 Minuten.
Alain Prost war mit dem neuen Motor von Peugeot sehr unzufrieden, weil er weiterhin schwach und unzuverlässig gewesen sei und nach seiner Darstellung Versprechungen nicht erfüllt wurden. Peugeot konterte Prosts Aussagen mit der Veröffentlichung der Motortelemetriedaten, die zeigten, dass der A20-Motor 591 kW (792 PS) bei 17.000/min erreichte; der von McLaren eingesetzte FO110J-Motor von Mercedes erreichte im Vergleich 600 kW (815 PS) bei 17.400/min. Doch Peugeots Chefingenieur Jean-Pierre Boudy gab zu, dass ein nicht erkanntes Leck, ein sogenanntes Blowby, zwischen der Brennkammer und im unteren Kurbelgehäuse für die geringe Zuverlässigkeit sorgte. Die Beziehung zwischen dem französischen Motorenhersteller und Prost verschlechterte sich während der Saison zunehmend, mit Ende der Saison zog sich Peugeot aus der Formel 1 zurück und verkaufte die Motoren an Asiatech.

### Der Saisonverlauf

#### Holpriger Start
Die Saison startete unbefriedigend, beim ersten Rennwochenende in Australien litt Heidfeld unter Bremsproblemen und Alesi musste mit dem Ersatzauto das Rennen aus der Boxengasse starten, da die Elektronik im Warm-Up streikte. Erschwerend kam hinzu, dass das Fahrzeugsetup des Ersatzwagens auf die Einstellungen von Heidfeld abgestimmt war. Einziger Lichtblick war der 15. Startplatz für Heidfeld nach dem Qualifying; er ließ damit unter anderem Jenson Button und Pedro Diniz hinter sich. Jedoch startete Heidfeld schlecht ins Rennen und kollidierte in der ersten Runde mit Gené; der folgende Boxenstopp warf Heidfeld weit zurück. Alesi selbst schloss zuerst auf das Fahrerfeld auf, doch bei einem missglückten Überholversuch an Diniz in Kurve drei drehte er sich und fiel ans Ende des Feldes zurück. In Runde 27 schied Alesi wegen eines Hydrauliklecks aus und Heidfeld wurde mit zwei Runden Rückstand neunter und damit Letzter.
Direkt nach dem ersten Rennen flogen Prost mit Jean Alesi nach Silverstone für zwei Testtage, um verschiedene Wagenkomponenten zu testen. Alesi drehte am ersten Tag 80 Runden, seine schnellste Rundenzeit betrug 1:26,673 Minuten. Laut John Walton lag „noch sehr viel Arbeit vor uns, insbesondere bei der Elektronik, um die Zuverlässigkeit zu erhöhen“. Der letzte Tag konnte infolge von Elektronikprobleme nicht wie gewünscht genutzt werden.
Gestärkt durch die Testtage reiste das Team zuversichtlich nach Brasilien. Am Freitag fuhr Alesi 39 Runden und erzielte mit 1:17,468 Minuten die sechstschnellste Zeit, er war damit nur langsamer als die Ferraris, McLarens und Pedro de la Rosa. Heidfeld, der das erste Mal auf dieser Strecke fuhr, startete mit dem Ersatzwagen und musste nach sieben Runden den Motor tauschen. Danach fuhr er drei weitere Runden, bis das Getriebe streikte. Tags darauf bei der zweiten Trainingssession belegte Prost die Plätze 16 und 19. Für das Qualifying wurde bei Alesi der Motor getauscht und Heidfeld musste wegen Kupplungsproblemen erneut auf das Reserveauto zurückgreifen. Alesi erreichte mit 1:15.715 Minuten den 15. Platz und verpasste um elf Hundertstel den 14. Platz von Jos Verstappen; Heidfeld belegte Platz 19. Während der Sitzung sorgten mehrere lose Werbetafeln für Unterbrechungen, bei der letzten Unterbrechung löste sich am Ende der Start-Ziel-Geraden solch eine Tafel und traf den Wagen von Alesi; doch es entstand kein nennenswerter Schaden. Während des Warm-Ups riss Alesis Heckflügel vom Wagen ab, das Auto wurde aber vor dem Start rechtzeitig wieder einsatzbereit gemacht. Der Rennstart verlief gut für Alesi, er machte konstant Positionen gut, bis er in Runde elf, auf Position neun liegend, mit einem Elektronikdefekt aufgeben musste. Zwei Runden schied Heidfeld, der sich trotz einer geplanten Einstopp-Strategie und dadurch sehr schwerem Wagen auf Platz 17 vorgearbeitet hatte, durch einen Motorschaden aus.
Nach dem nächsten enttäuschend verlaufenen Rennen reiste das Team abermals für zwei Tage nach Silverstone, dort versuchten die Verantwortlichen erneut die Zuverlässigkeitsprobleme zu beheben. An Tag eins fuhr Alesi 34 Runden ohne Störungen, seine schnellste Rundenzeit betrug 1:28,931 Minuten. Tags darauf wurde eine Evolutionsstufe des A20-Motors eingesetzt, doch wegen eines Wasserlecks und wiederkehrender Elektronikprobleme waren nur eingeschränkte Tests möglich. Alesi war es dennoch möglich, 34 Runden mit einer Bestzeit von 1:28,062 Minuten zu fahren. Laut John Walton gewannen die Ingenieure trotz der beiden Testtage keine neuen Erkenntnisse über die Gründe der häufigen Elektronikdefekte. Parallel dazu wurde im Hauptquartier in Guyancourt ein neuer Wagen mit der Chassis-Nummer vier fertiggestellt und nach Spanien verfrachtet, wo Heidfeld am Circuit de Barcelona-Catalunya ebenfalls Probefahrten unternahm.
Am Donnerstag vor der ersten offiziellen Session in Imola gab Alain Prost bekannt, dass der Rennstall in Gesprächen mit Mercedes und Renault über eine mögliche Lieferung von Motoren für die Saison 2001 stehe. Am Freitag drehten beide Fahrer über 25 Runden mit vollgefüllten Tanks und erreichten die Plätze 14 durch Alesi und 18 mit Heidfeld. Wegen Öldruckproblemen verpasste Heidfeld die Vormittagssitzung und Alesi drehte sich im Verlauf des Tages mehrere Male. Am zweiten Trainingstag verschlechterte sich das Team in Bezug auf die Positionen: Alesi erreichte mit 1:27,195 Minuten den 16. und Heidfeld mit 1:27,464 Minuten den 19. Platz; einzig die Minardis mit Gené und Mazzacane schnitten schlechter ab. Im Qualifying erreichte Jean Alesi mit knapp zwei Sekunden Rückstand auf die Zeit der Pole-Position den 15. Platz. Am Renntag musste Heidfeld, der sich ohnehin als Letzter qualifiziert hatte, mit dem Ersatzwagen starten, weil sein eigentlicher Wagen nicht ansprang. Im Rennen arbeitete sich Alesi auf Rang 13 vor, bis ihn ein Boxenstopp in Runde 20 auf Platz 16 zurückwarf. Jeweils ein Hydraulikdefekt in Runde 22 beziehungsweise 25 beendete das Rennen für Heidfeld und Alesi frühzeitig. Das war der zweite Doppelausfall in dieser Saison; von sechs möglichen Zielankünften erreichten die Fahrer bis dahin nur einmal das Ende des Rennens.
Im Vorfeld zum Großen Preis von Großbritannien 2000 flog das Team für drei Tage erneut nach Silverstone, doch zwecks Motorenprobleme wurden nur 30 Runden absolviert. Bei diesen Testtagen sollten neue Elektronik- und Chassiskomponenten getestet und die Probleme des Autos gelöst werden, doch endeten die Fahrten laut Walton ergebnislos.
Vor dem Rennwochenende gab Alesi als Ziel aus, nur das Rennen beenden zu wollen. Das erste Training endete mit Alesi und Heidfeld auf den Plätzen 17 und 18, beide Fahrer zeigten sich am Ende sehr enttäuscht über die Motorleistungen. Am Samstag lag Heidfeld auf Rang zwölf mit zwei Sekunden Rückstand auf die Bestzeit von Häkkinen; Alesi belegte trotz gewechselten Motors Platz 16. Beim Qualifying trat Heidfeld wieder mit dem Ersatzauto an und fuhr nur zwei Runden, da ein Motorschaden die Session für ihn vorzeitig beendete. Dies reichte für Platz 17 während Alesi mit 1:27,559 den 15. Platz erfuhr. Am Sonntag startete Alesi gut ins Rennen und war nach der ersten Runde 13. während Heidfeld auf Platz 20 zurückfiel und bis zu seinem Ausfall am Ende des Feldes blieb; in Runde 51 fiel der Motor aus. Alesi kam durch Ausfälle anderer Fahrer ein paar Plätze weiter nach vorn und belegte im Endklassement mit einer Runde Rückstand den zehnten Platz, gefolgt von Diniz, den beiden Jaguar und den Minardis.

#### Möglicher Peugeot-Ausstieg für 2001?
Nach dem vierten Rennen kamen die ersten Gerüchte über einen möglichen Verkauf der Motoren von Peugeot nach dieser Saison an andere Hersteller wie Supertec und Fondmetal und der damit einhergehende Austritt aus der Formel 1 auf. Später im Mai kamen noch Gerüchte über einen möglichen Verkauf an Toyota auf, die sich zu dieser Zeit für die Formel-1-Weltmeisterschaft 2002 vorbereiteten.

#### Durchbruch bei der Zuverlässigkeit
Eine Woche vor dem Rennwochenende in Spanien legte das Team intensive Testfahrten mit Schwerpunkt auf die Zuverlässigkeit auf der Rennstrecke in Barcelona ein. Dabei spulten in vier Tagen Alesi 650 und Heidfeld gar 1000 Kilometer ab. Nachdem der größte Teil der Fehler gefunden worden war, erprobte Prost neue Aerodynamikteile für den Frontflügel sowie einen veränderten Unterboden.
Durch aufschlussreichen Testtage motiviert, startete Prost in die erste Trainingssession und erzielte mit Alesi den zehnten Platz und ließ damit unter anderem die Benettons, Jaguar, BAR und Arrows hinter sich. Heidfeld erreichte Platz 18, rund eine Sekunde hinter seinem Kollegen, allerdings erlitt er im Verlauf der Sitzung ein Leck im Treibstofftank und erledigte deswegen nur mehr wenige Runden. Am zweiten Trainingstag erreichte Prost die Plätze 16 und 17, Heidfeld schlug um nur fünf Tausendstel Alesi. Das Qualifying verlief enttäuschend, beide Fahrer wurden von Störungen ihrer Wagen geplagt. Jean Alesi erzielte nur eine einzelne gezeitete Runde, die er sehr früh im Qualifying erzielte, da ihn ein Hydraulikproblem bis zum Ende der Session an der Box hielt. Nick Heidfeld erreichte nur den 20. Platz und verbesserte seine Zeit wegen eines Motordefekts ebenfalls nicht mehr. Zwar startete er noch mit dem Ersatzwagen einen Versuch. Da aber das Setup von Alesi eingestellt war, verbesserte er seine persönliche Bestzeit nicht. Da Pedro de la Rosa durch einen nicht regelkonformen Treibstoff vom neunten Platz an das Ende des Feldes verwiesen wurde, starteten die Prost-Fahrer von Platz 17 und 19. Beim Rennstart verlor Heidfeld seinen Platz an de la Rosa, der mit Alesi um den 17. Platz kämpfte. Beide berührten sich eingangs Kurve sieben, als de la Rosa sich überraschend innen neben Alesi setzte, und schieden aus. Der zweite Prost-Wagen mit Heidfeld überzeugte während des Rennens nicht und kam mit drei Runden Rückstand als Letzter ins Ziel.

#### Heidfeld am Nürburgring ausgeschlossen

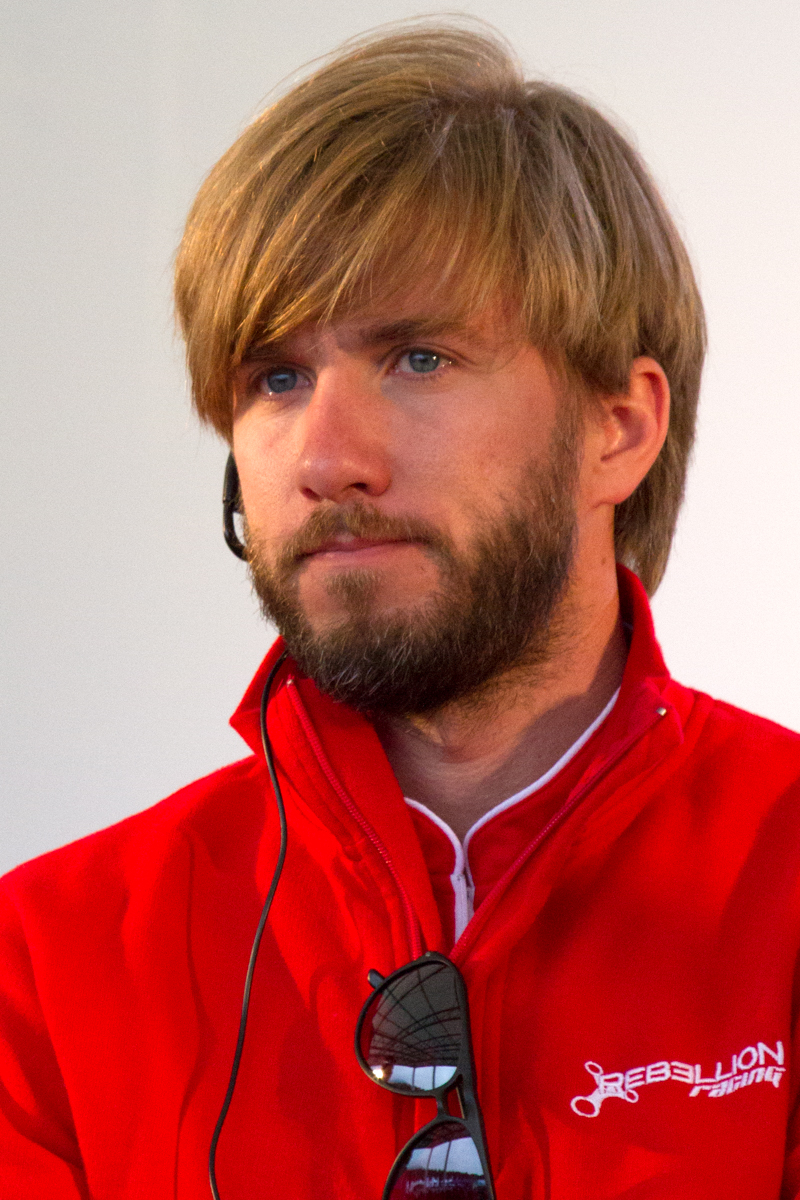
Nick Heidfeld (hier aus dem Jahr 2014) durfte an seinem ersten Heimrennen wegen eines zu leichten Fahrzeuges nicht teilnehmen

Nach der Enttäuschung in Spanien testete das Team mit Heidfeld für drei Tage auf der rund 230 Kilometer von der Basis entfernten Rennstrecke Circuit de Nevers Magny-Cours neue Aerodynamik- und Motorteile. Am ersten Tag, das war sein 23. Geburtstag, fuhr Heidfeld infolge Regen nur 28 Runden; seine Bestzeit betrug 1:20,22 Minuten. Am zweiten Tag waren es trotz Sturm 49 Runden mit einer auf 1:19,92 Minuten verbesserten schnellsten Runde. Am dritten und letzten Tag legte Heidfeld nochmals 43 Runden trotz Getriebe- und Motorproblemen zurück und erzielte mit 1:19,09 Minuten eine um mehr als eine Sekunde schnellere Rundenzeit als am ersten Tag.
Heidfeld, für den der Große Preis von Europa das erste Heimrennen in der Formel 1 war und der deswegen ein neues Helmdesign verwendete, errang am Freitag die neuntschnellste Zeit, nur knapp weniger als eine Sekunde langsamer als der Spitzenreiter Jenson Button. Alesi hingegen war nur Achtzehnter mit sieben Zehntel Rückstand auf seinen Kollegen. Das zweite freie Training endete mit den Plätzen 14 und 15, Alesi wurde um knapp sechs Hundertstel von Heidfeld geschlagen. Während dem darauffolgenden Qualifying beschädigte sich Alesi sein Getriebe und errang nur den 18. Platz während Heidfeld mit 1:19,147 Platz 13 realisierte. Doch die Freude währte nur kurz, denn bei der Gewichtsabnahme stellte sich heraus, dass Heidfelds Wagen 598 Kilogramm wog. Der Artikel 4.1 des technischen Reglements der FIA sah ein Mindestgewicht von 600 Kilogramm vor und der AP03 war um zwei Kilogramm zu leicht und damit illegal. Zunächst wurde Heidfeld die Bestzeit aberkannt und später wurde er gar vom Rennen ausgeschlossen. Prost legte trotz der Enttäuschung über die Entscheidung keinen Einspruch ein. Alesi startete somit als einziger Vertreter des Teams in das Regenrennen und befand sich nach der ersten Runde auf Platz 14. Er kletterte bis auf Platz sechs. Das wäre ein Platz in den Punkten gewesen, als er infolge des stark einsetzenden Regens verfrüht einen Reifenwechsel einlegen musste. Mit den mittlerweile notwendig gewordenen Regenreifen stieg er auf Rang 13 wieder ins Rennen ein. Im Verlauf des Rennens plagten Alesi nach seinem zweiten Tankstopp Schaltschwierigkeiten und er musste einen weiteren Boxenstopp einlegen. Bei der Einfahrt zur Boxengasse aktivierte sich der Geschwindigkeitsbegrenzer nicht; ein jeder Wagen besaß einen Knopf am Lenkrad, der die Höchstgeschwindigkeit für die Boxengasse regelte. Alesi erhielt wegen der Geschwindigkeitsüberschreitung eine 10-Sekunden-Stop-and-Go-Strafe und musste ein viertes Mal an die Box. Bei dieser Strafe muss der jeweils bestrafte Fahrer in die Boxengasse fahren und seinen Wagen für mindestens zehn Sekunden auf seinem Stellplatz abstellen. Während der Fahrer die Strafe absitzt, sind keine Arbeiten an dem Wagen zulässig. Alesi beendete das Rennen mit zwei Runden Rückstand auf Platz neun und war damit gleichzeitig der Letzte. Alesi zeigte sich nach dem Rennen sehr enttäuscht, da dieses Rennen die perfekte Möglichkeit gewesen wäre, erstmals Weltmeisterschaftspunkte in dieser Saison zu sammeln.

#### Nah an den Punkten, Alan Jenkins entlassen

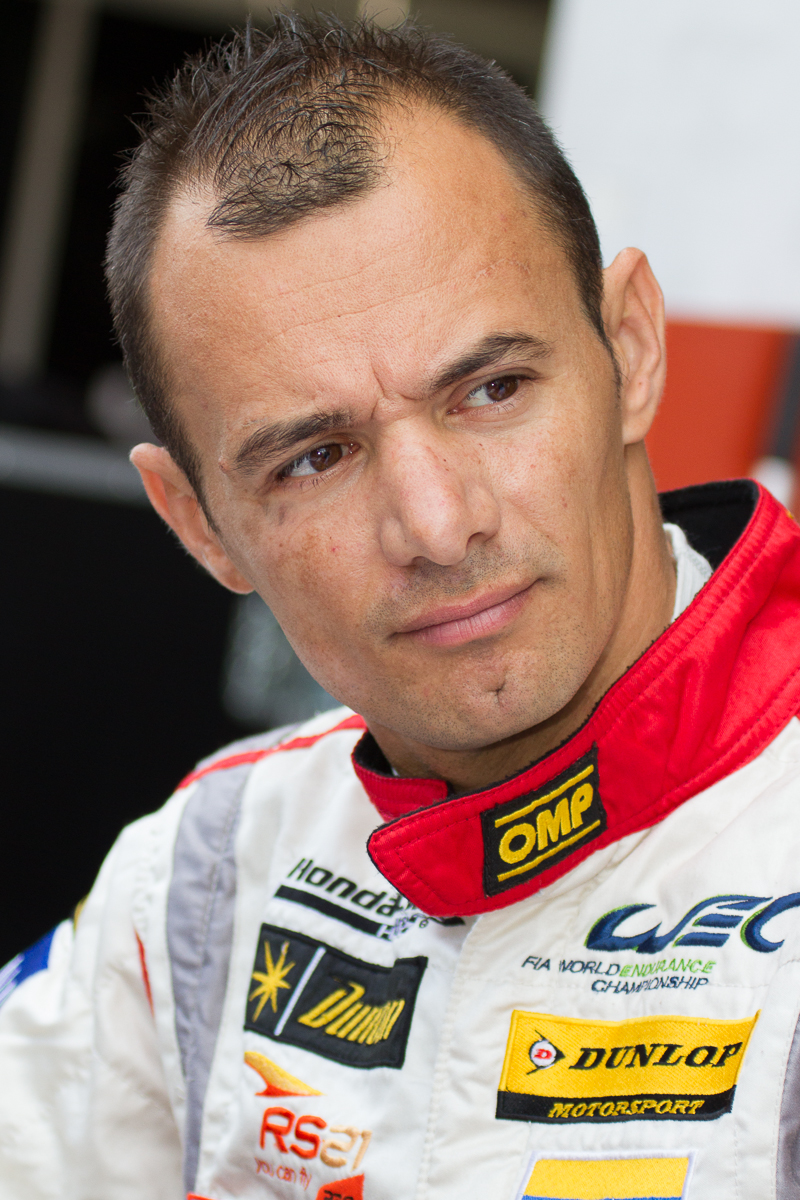
Der Testfahrer Stéphane Sarrazin (hier aus dem Jahr 2012) fuhr erst im Juni 2000 das erste Mal den Prost AP03

Während die Teams in der Eifel gastierten, ließ Mercedes verlauten, dass Prost keine Motoren erhalten werde. Es habe Gespräche zwischen Prost und Mercedes gegeben, doch mangele es an der Kapazität, um einen weiteren Rennstall zu beliefern.
Mit Stéphane Sarrazin, der damit das erste Mal in den AP03 stieg, kehrte Prost wieder für drei Tage nach Silverstone zurück, um weiter am Aerodynamik-Entwicklungsprogramm zu arbeiten. Am ersten Tag bei Regen fuhr Sarrazin nur zwölf und am Mittwoch 30 Runden; seine schnellste Runde betrug 1:29,200 Minuten. Am letzten Tag fuhr Alesi und erzielte nach 43 Runden eine Bestzeit von 1:27,873 Minuten.
Am Donnerstag, dem 1. Juni 2000, startete die Formel 1 in Monaco ins erste freie Training, Heidfeld errang dabei nur den 21. Platz und verunfallte mit seinem Wagen in Kurve 16, der La Rascasse. Heidfeld befand sich nach geändertem Setup auf einer neuen schnellen Runde, als er eingangs der Kurve die Kontrolle verlor und in die Leitplanken schlitterte. Dabei beschädigte er rechtsseitig beide Radaufhängungen schwer und riss den Front- und Heckflügel ab. Alesi auf der anderen Seite erzielte mit 1:22,708 Minuten den siebten Platz und war hocherfreut über das Ergebnis. Am zweiten Tag erreichte Alesi erneut Position sieben, er verbesserte gar seine Zeit um eine Sekunde auf 1:21,072 Minuten und war damit nur um knapp sieben Zehntel langsamer als Coulthard, der am schnellsten war. Heidfeld verbesserte sich ebenfalls um zwei Sekunden und stand am Ende auf Platz 20, allerdings testete er nur eingeschränkt, weil ein Streckenposten den Wagen nach einem Fahrfehler berührt hatte, was automatisch das Ende der Session für Heidfeld bedeutete. Es ist nämlich verboten, Hilfe von Außenstehenden anzunehmen und anschließend die aktive Sitzung fortzusetzen. Im Vorfeld zum Qualifying ließ Alesi die Übersetzung des Getriebes anpassen, weil er so eine bessere Rundenzeit erwartete, jedoch streikte zu Sitzungsbeginn die Lichtmaschine und er musste mit dem Ersatzwagen die Qualifikation bestreiten. Alesi befürchtete, dass die ganze Arbeit in den Trainings umsonst gewesen sei, nachdem sich die verschiedenen Autos trotz gleichen Setups mitunter unterschiedlich verhalten hatten. Es kam so aber nicht und Alesi positionierte sich mit einer Bestzeit von 1:20,494 Minuten, rund eine Sekunde hinter der Pole-Position-Zeit von Michael Schumacher, für das Rennen auf Platz sieben. Heidfeld hingegen erreichte nur Platz 18 und war eineinhalb Sekunden langsamer als sein Kollege. Heidfeld war sehr enttäuscht über die Ereignisse am Rennwochenende und gab den verringerten Trainingsmöglichkeiten die Schuld für die schwache Leistung. Das Rennen begann mit zwei Unterbrechungen: Der erste Start wurde wegen eines Motorschadens von Alexander Wurz abgebrochen und der zweite Start wegen eines Unfalls in der sechsten Kurve, der Grand Hotel Hairpin, als Pedro de la Rosa nach einem missglückten Überholversuch von Button gedreht und die Strecke von mehreren Autos, darunter Heidfeld, blockiert wurde. Beim dritten Versuch gelang es Alesi nach einem sehr guten Start an Barrichello auf Platz sechs vorbeizugehen und lag damit in den Punkten. Doch nach 29 Runden kam das Desaster, Alesi schied auf Platz sieben liegend wegen eines Antriebsdefekts aus. Da im späteren Rennverlauf mit Michael Schumacher, Jarno Trulli und Ralf Schumacher drei Fahrer aus den Top Vier ausschieden sowie Mika Häkkinen Schwierigkeiten mit dem Gaspedal hatte, wäre neben den ersten Punkten in dieser Saison auch eine mögliche Podestplatzierung möglich gewesen. Heidfeld profitierte von den zahlreichen Ausfällen und kam als Achter ins Ziel; das war für Prost die beste Platzierung in dieser Saison.
Nach dem Großen Preis von Monaco wurde der technische Direktor Alan Jenkins angesichts der anhaltend schlechten Ergebnisse entlassen. Es kursierten schon im Vorfeld Gerüchte im Fahrerlager um die mögliche Entlassung von Jenkins, die Prost anfänglich noch dementierte. Als Jenkins aber beim Rennwochenende in Monaco nicht anwesend war, verstärkten sich die Gerüchte. Knapp eine Woche nach dem Rennen bestätigte das Team die Vertragsauflösung. Nachfolger wurde als Zwischenlösung der Fahrzeugdesigner Jean-Paul Gousset. Des Weiteren verließ Ben Wood, ein führender Mitarbeiter in der Aerodynamik-Abteilung, Prost und schloss sich Jaguar an.
Um sich auf das nächste Rennen in Kanada vorzubereiten, reiste das Team für zwei Tage nach Monza. Anfänglich noch bei Regenwetter erzielte Heidfeld nach 49 Runden ohne Zwischenfälle eine Rundenzeit von 1:27,700 Minuten. Dabei wurden viele neue Komponenten und Setupeinstellungen für Montreal getestet. Am zweiten Tag war Alesi dran und beendete 59 Runden mit einer Bestzeit von 1:27,355 Minuten. Es wurden neben den Setupeinstellungen auch neue Bremsen getestet.
Mitte Juni 2000 fand der Große Preis von Kanada statt, die erste Session begann mit einem Hydraulikfehler beim Wagen von Alesi, der allerdings noch am Vormittag behoben wurde. Alesi erreichte trotz mangelhafter Traktion am Ende des Tages den elften Platz mit einer Zeit von 1:22,022 Minuten. Heidfeld, der am Vormittag einen Unfall erlitt und dabei den Motor beschädigte, war mit 1:23,543 Minuten der langsamste Fahrer im Feld. Beim Samstagstraining hatte Heidfeld erneut einen Unfall, er drehte sich über einen Randstein von der Strecke und beschädigte dabei seinen Unterboden und den Motor schwer. Alesi verlor ein paar Plätze und lag am Ende auf dem 15. Rang. Das Qualifying begann denkbar schlecht, nachdem Heidfeld wegen der starken Schäden vom Vormittag in das Ersatzauto hatte wechseln müssen und Alesis Peugeot-Motor während der dritten Qualifikationsrunde ausgefallen war. Alesi positionierte sich auf Platz 17, Heidfeld erreichte nur den vorletzten Platz. Beide Prost machten nach dem Rennstart Positionen gut und lagen nach der ersten Runde auf den Plätzen 15 und 18. Im Verlauf des Rennens fiel Alesi auf Platz 17 und Heidfeld auf 18 zurück, bis sie beide ausfielen; Alesi in Runde 38 wegen eines Defekts in der Elektrik und Heidfeld in Runde 34 wegen eines Motorschadens. Im Verlauf des Wochenendes gingen vier verschiedene Motoren kaputt; es war das dritte Rennwochenende mit einem Doppelausfall.

#### Erste Doppel-Zielankunft trotz öffentlichem Zerwürfnis
Im Vorfeld zum Großen Preis von Frankreich erklärte Alain Prost, bis Ende Juli einen neuen Motorenpartner finden zu wollen. Er offenbarte dabei auch, in Verhandlungen mit Mugen, Supertec und Ferrari zu stehen, wo Alain Prost 1991 ein Rennen vor dem Saisonende als Fahrer entlassen wurde, weil er seinen Ferrari 643 mit einem Lastkraftwagen verglich.
Als Vorbereitung zum für das Team wichtigsten Rennen in dieser Saison, dem Heimrennen in Frankreich, begab sich die Prost-Mannschaft eine Woche vor dem Großen Preis von Frankreich für drei Tage mit ihren beiden Stammfahrern sowie dem Testfahrer Sarrazin auf die Strecke in Magny-Cours. Mitgebracht wurde eine neue Evolutionsstufe des Peugeot-A20-Motors, der nach Herstellerangaben nun „sehr nahe bei 800 PS liege“. Am 21. Juni 2000 startete der Rennstall mit Alesi und Heidfeld die Tests und beendete sie am 23. Juni, wobei am letzten Tag Sarrazin statt Alesi fuhr. Die Testfahrten endeten erfreulich für die Fahrer, die von dem veränderten Motor in Bezug auf Leistung und Zuverlässigkeit viel erwarteten.
Bei einer Pressekonferenz am Donnerstag vor dem Rennen sagte Alesi, dass er Prost trotz seines Zweijahresvertrages für die nächste Saison verlassen würde, falls der Wagen in den nächsten Rennen nicht an Zuverlässigkeit gewinne. Später in der Saison gab Alesi, nachdem es zu Gerüchte über eine Übernahme durch Lotus gekommen war, bekannt, das Team ebenfalls zu verlassen, wenn Alain Prost nicht mehr die Kontrolle über den Rennstall innehat.
In beiden freien Trainings wurde noch der alte Motor eingesetzt; Heidfeld erreichte mit 1:18,125 Minuten die achtschnellste und Alesi mit knapp einem Zehntel Rückstand auf seinen Kollegen die zwölftschnellste Rundenzeit; beim zweiten Trainingstag platzierte sich das Team nur mehr auf den Plätzen 18 und 20. Das Qualifying erfüllte die Erwartungen der Fahrer trotz des neuen Motors, der in der Pause zwischen den Sessions eingebaut wurde, nicht: Heidfeld erzielte mit 1:17,374 Minuten Platz 15 und Alesi lag zwei Zehntel dahinter auf Rang 18. Alesi hatte in der Sitzung Schwierigkeiten mit der Signalübertragung des Gaspedals sowie durch generelle Schwächen des Motors. Unter anderem beschleunigte der Motor kurzzeitig weiter, obwohl das Gaspedal nicht mehr betätigt wurde, und beim erneuten Beschleunigungsversuch kam es zu Fehlzündungen.
Nach dem Qualifying folgte öffentlich Kritik an Peugeot. Besonders deutlich wurde Alesi mit dem Satz: „Wenn dieser Motor 792 PS hat, dann haben die anderen 850!“ Peugeot zeigte sich sehr erbost über die öffentliche Bekanntgabe der internen Probleme sowie der harschen Kritik von Alesi und beschloss, beim Warm-Up am Sonntag für fünf Minuten die Arbeit am Motor zu verweigern; ein symbolischer Streik. Der Sportdirektor von Peugeot, Corrado Provera, konterte die Kritik und verwies darauf, dass das Gaspedal und dessen Sensoren nicht in den Tätigkeitsbereich des Motorenherstellers fallen und Peugeot mithin nicht die Schuld an diesem Problem trage. Alain Prost hingegen zeigte sich enttäuscht über die mangelnde Unterstützung seitens Peugeot seit Beginn der Zusammenarbeit im Jahr 1998.
Beide Fahrer starteten gut in das Rennen und belegten am Ende der ersten Runde die Plätze 14 und 15, in der zweiten Runde überholte Alesi seinen Kollegen und lag nun seinerseits auf Platz 14. In Runde vier verlor Heidfeld einen Platz an Fisichella, mit dem er mehrere Runden um die Position kämpfte und in Runde elf wieder zurücküberholte. Dabei entstand ein teaminternes Desaster, denn bei genau diesem Überholmanöver berührte Heidfeld Alesi am Heck, der sich daraufhin drehte. Alesi fiel auf Platz 18 zurück, während Heidfeld auf Platz 14 verblieb. Alesi wechselte in Runde 18 als Erster die Reifen und kehrte auf Rang 19 ins Rennen zurück. Heidfeld fuhr in Runde 20 an die Box für frische Reifen und ließ dabei seinen Wagen auf Schäden nach der Berührung kontrollieren. Beide Fahrer lagen danach auf den Plätzen 19 und 20, kamen aber durch Ausfälle anderer Fahrer in Runde 41 auf Rang 13 und 15 vor. Alesi begann mit Gené um seinen Platz zu kämpfen, als sie sich in Runde 52 berührten und drehten. Da sie allerdings auf dem vorletzten und letzten Platz lagen, verloren sie keine weiteren Ränge. Beide Prost-Fahrer beendeten das Rennen auf den Plätzen zwölf und 14, Heidfeld entschuldigte sich nach dem Rennen bei Alesi und dem Team für die Berührung. Dies war das erste und einzige Rennen in dieser Saison, in dem beide Prost-Piloten das Ziel erreichten.

#### Tiefpunkt der Weltmeisterschaft in Österreich
Für Vorbereitungen auf den Großen Preis von Österreich begab sich der Rennstall auf den Autodromo di Vairano, der wenige Kilometer südlich von Mailand liegt und erst fünf Jahre alt war. Für zwei Tage ging Stéphane Sarrazin ans Steuer, er testete neue Modifikationen der Aerodynamik wie eine neu konstruierte Motorabdeckung mit neuem Auspuff und kleine angepasste Flügel am Heck.
Am Freitag erreichten die Prosts beim ersten freien Training in Österreich die Plätze elf durch Alesi und 13 durch Heidfeld, beide Fahrer trennten nur 16 Hundertstelsekunden. Alesi äußerte seine Befürchtung, dass das Qualifying sehr schwer werden könnte, da die Fahrer zeitenmäßig sehr nah beieinander lägen. Bei der zweiten Trainingssitzung wiederholten die beiden Fahrer die guten Positionen nicht, Heidfelds Zeit von 1:12,698 Minuten reichte nur für Platz 17 und Alesi erfuhr gar nur Platz 20. Im Qualifying steigerte sich vor allem Heidfeld um über eine halbe Sekunde und platzierte sich auf Rang 13, Alesi hingegen lag drei Zehntel hinter seinem Kollegen auf Platz 17. Im Rennen erwischte Alesi einen hervorragenden Start. In Kurve eins verunfallten ein paar Wagen und beide Prost-Piloten wichen über das Gras aus, behielten aber ihre jeweiligen Positionen. Alesi lag am Ende der ersten Runde auf Platz 14 und damit direkt hinter Heidfeld, der nach dem Start keine Position gewann oder verlor. Bis Runde vier arbeiteten sie sich auf Platz zehn vor, wo dann beide Fahrer die Positionen tauschten und Alesi auf zehn vor Heidfeld auf elf lag. Alesi startete danach mit Wurz einen Kampf um Position neun und ging in Runde 16 an ihm vorbei. Alesi, der auf einer Zwei-Stopp-Strategie unterwegs war, eröffnete in Runde 24 die Boxenstoppserie und kam nach 30 Sekunden auf Rang 13 wieder ins Rennen zurück. Heidfeld, durch Boxenstopp und Ausfälle auf Position acht vorgefahren, erledigte in Runde 39 seinen einzig geplanten Boxenstopp und kam nach 31 Sekunden auf Rang 13, eine Sekunde vor Alesi, auf die Strecke zurück. In Runde 42 geschah dann das Desaster aus Sicht von Prost: Heidfeld lag vor Alesi auf Rang 13, als dieser in Kurve eins, der Niki-Lauda-Kurve, an seinem Teamkollegen vorbeigehen wollte. Alesi setzte sich kurveneingans innen und Heidfeld übersah ihn. Alesi traf den anderen Wagen auf Höhe des Hinterrades mit viel Wucht und zerstörte sich damit seine eigene Radaufhängung, während sich Heidfeld ins Kiesbett drehte und ebenfalls aufgeben musste. Dieser Unfall bedeutete der vierte Totalausfall des Prost-Teams in dieser Saison.
Alesi war wütend auf Heidfeld, da er durch die Zwei-Stopp-Strategie schneller und er sich sicher war, Heidfeld würde ihn vorbeilassen. Prost war nach dem Rennen fassungslos über den Unfall, zumal ein ähnlicher im Rennen davor schon passierte. Laut John Walton hatte Heidfeld über Funk die Anweisung erhalten, Alesi vorbeizulassen, da er auf einer anderen Strategie als Heidfeld fuhr. Doch die Nachricht war wegen eines Funkloches nicht angekommen. Beide Fahrer mussten sich nach dem Rennen zur Rennleitung begeben, um den Unfall zwecks einer möglichen Strafe für die Fahrer aufzuarbeiten. Es wurden am Ende keine Strafen ausgesprochen.

#### Schwerer Unfall von Alesi
Peugeot erklärte nach dem Rennwochenende offiziell, sich mit Ende der Saison 2000 aus der Formel 1 endgültig zurückzuziehen. Alle Materialien des Herstellers, einschließlich der bereits fertig konstruierten Motoren sowie der Forschungs- und Entwicklungsdaten, wurden an Asiatech verkauft.
Im Vorfeld zum Großen Preis von Deutschland testete Prost, neben Ferrari und Minardi, für zwei Tage in Mugello. An Tag eins erzielte Nick Heidfeld mit 1:28,946 Minuten seine persönliche Bestzeit und lag damit eine halbe Sekunde hinter Genés Minardi sowie über vier Sekunden hinter dem Ferrari von Barrichello. Am zweiten Tag übernahm Alesi das Cockpit und drehte mit 1:28,308 Minuten seine schnellste Trainingsrunde, eineinhalb Sekunden langsamer als Barrichello und eineinhalb Sekunden schneller als Gené.
Ende Juli fand der Große Preis von Deutschland statt. Im ersten freien Training belegten die Prost Platz elf und 13. Heidfeld, der am Vormittag mit Motorproblemen kämpfte, war mit 1:45,229 Minuten um drei Zehntel schneller als Alesi, der wiederum eine unzureichende Traktion des Wagens bemängelte. Am Samstag lag Heidfeld trotz Getriebeproblemen auf Platz 17 und Alesi auf Position 19; diesmal trennten die beiden Fahrer vier Zehntel voneinander. Das Qualifying fand unter leichtem Regen statt, Heidfeld qualifizierte sich mit 1:48,690 Minuten für den 13. Platz, Alesi lag mit 1:50,289 Minuten auf Platz 20. Nach dem Start verbesserte sich Alesi um zwei Plätze, da Michael Schumacher sowie Fisichella durch einen Unfall ausschieden und Button vom Ende des Feldes starten musste; einen Platz verlor er an den sehr gut startenden Gené. Alesi blieb bis Runde 25 hinter Gené, als er mit Beginn einer Safety-Car-Phase durch einen Flitzer seinen ersten Stopp einlegte. Heidfeld hielt seinen 13. Platz vorerst, bis in Runde drei Frentzen ihn überholte. Heidfeld kämpfte daraufhin mit den Sauber-Piloten, die ihn in Runde elf beide überholten. In Runde 24 legte er, mittlerweile durch Boxenstopps und Unfälle auf Position zwölf vorgerückt, seinen ersten Tankstopp ein. Nach 31 Sekunden kam er auf dem letzten Platz wieder ins Rennen. Somit lagen beide Prosts ab Runde 26 auf den Positionen 17 und 18, einzig Mazzacane im Minardi lag nach seinem Tankstopp dahinter. Beim wieder freigegebenen Rennen verlor Heidfeld zwei Plätze an Alesi und Mazzacane und lag damit am Ende des Feldes. In derselben Runde schied dann Alesi durch einen heftigen Unfall mit Diniz aus. Beim Anbremsen zur Kurve zwei berührten sich beide Fahrer, Alesi riss sich die beiden vorderen Räder ab und schlitterte mit knapp 290 km/h ungebremst in die Leitplanken. Danach drehte er sich mit hoher Geschwindigkeit mehrere Male um die horizontale Achse des Fahrzeuges, erlitt allerdings bei dem Unfall nur leichte Verletzungen. Heidfeld war damit der einzige Prost-Fahrer im Feld. Mit Runde 40 lag er nach seinem zweiten Boxenstopp und dank einiger Ausfälle anderer Fahrer auf Platz zehn, doch musste er mit defekter Lichtmaschine aufgeben. Da nur mehr fünf Runden verblieben, wurde er auf Platz zwölf gewertet.
Eine Woche nach dem Unfall wurde Alesi von Ärzten untersucht, nachdem er über akuten Schwindel, Übelkeit und Schmerzen geklagt hatte. Die Ärzte gaben für das nächste Rennen in Budapest grünes Licht, da nichts gebrochen war und es sich nur um muskuläre Probleme handelte. Währenddessen testete Prost in Barcelona für zwei Tage neue Aerodynamik-Komponenten.

#### Zwei Rennen ohne Zielankünfte
Beim ersten freien Training am Freitag zum Großen Preis von Ungarn lag Heidfeld auf Platz elf etwa zwei Sekunden hinter der Bestzeit des Tages, Alesi folgte nur wenige Hundertstel dahinter auf Rang 13. Beide Wagen waren mit neuen Aerodynamik-Teilen ausgestattet. Am Samstag erreichte Alesi Platz 14 im Training wie auch in der Qualifikation, Heidfeld lag im Training nur auf Platz 20 und im Qualifying mit dem Reserveauto auf Platz 19 mit knapp drei Sekunden Rückstand auf die Pole-Position-Zeit. Nach dem Rennstart begann Alesi mit Trulli um Position zwölf zu kämpfen, bevor sich ab Runde neun ein Schaden an der linken Antriebswelle anzubahnen schien. Alesi fuhr an die Box, nachdem das Lenkrad sich mehrere Male gefährlich zur linken Seite geneigt hatte und der Wagen nur mehr schwer zu kontrollieren gewesen war. Nach einem Reparaturstopp, der knapp zwei Minuten dauerte, nahm Alesi als Letzter das Rennen wieder auf, doch der Fehler war nicht behoben und Alesi gab das Rennen auf. Heidfeld machte beim Start zwei Positionen gut und lag für mehrere Runden nur knapp hinter Zonta auf Position 17, als die Batterie zu versagen schien. Heidfeld wurde angewiesen, die Drehzahlen hoch zu halten, doch dies stand im Widerspruch zum ersten Boxenstopp, da er dadurch nicht in den ersten Gang schalten konnte. Heidfeld musste daraufhin das Rennen ebenfalls frühzeitig beenden.
Da die Hauptsponsoren Gauloises und BIC noch keine Entscheidung über einen Verbleib bei Prost für die Saison 2001 getroffen hatten und deren Abgang wahrscheinlicher wurde, überlegte Alain Prost weitere Anteile an das deutsche Unternehmen UFA zu verkaufen. Das Unternehmen besaß davor schon 10 Prozent sowie die Marketingrechte des Teams. Mit dem Teilverkauf hätte Alain Prost die Kontrolle über den Rennstall behalten und das Geld für neue Motoren einsetzen können. Zu diesem Zeitpunkt stand der Rennstall noch ohne einen Motorenvertrag für die nächste Saison da und verhandelte mit Ferrari über die Nutzung der Vorjahresmotoren.
Dieses Mal reiste das Team für zwei Tage auf die neu asphaltierte Strecke nach Monza, um sich für Spa vorzubereiten. Alesi startete an beiden Tagen und legte insgesamt 117 Runden zurück, seine Bestzeit betrug 1:28,560 Minuten. An beiden Tagen streikte der Motor jeweils einmal.

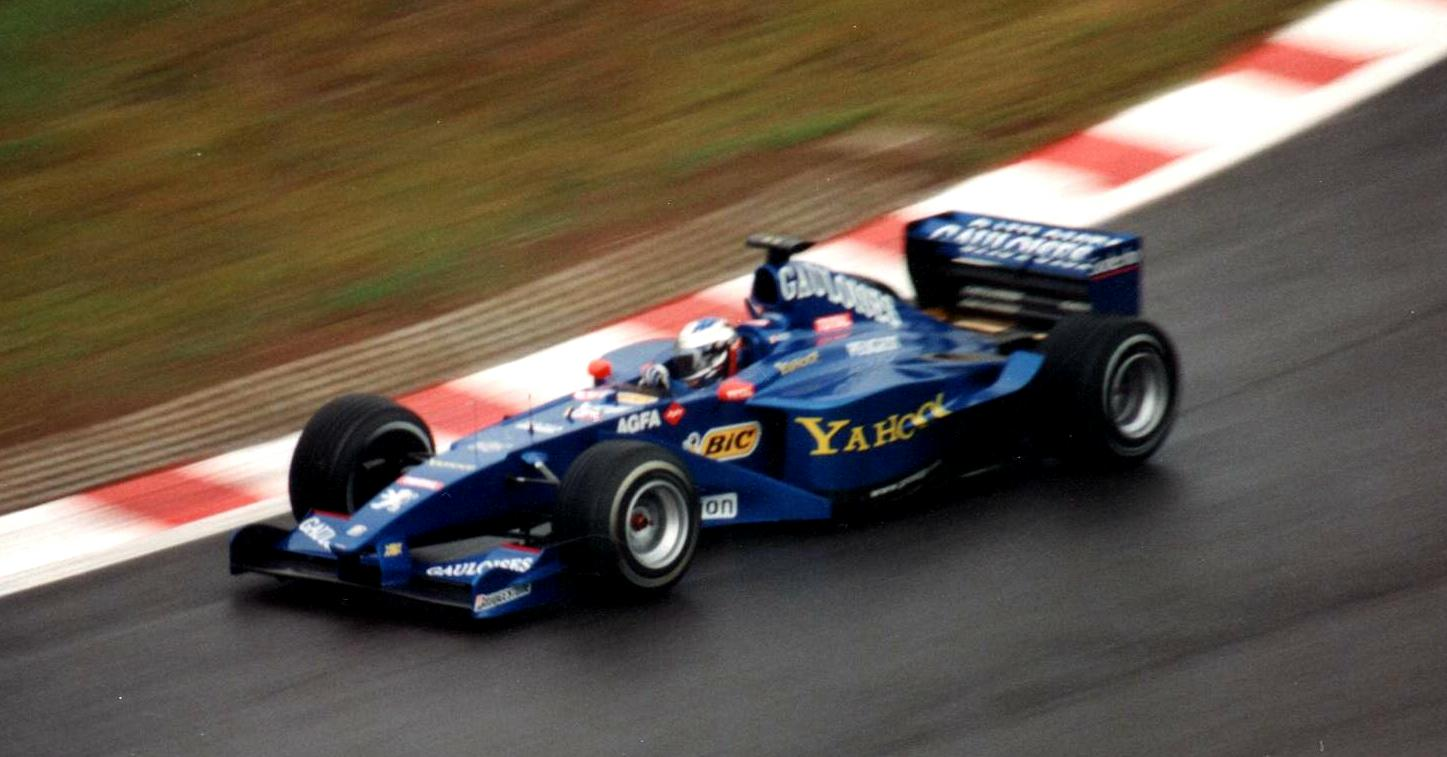
Jean Alesi beim Großen Preis von Belgien

Am Freitag in Belgien belegten die beiden Prost die letzten Plätze, mehr als drei Sekunden hinter der Tagesbestzeit. Alesi legte den ganzen Vormittag wegen einer defekten Benzinpumpe keine Rundenzeit hin, Heidfeld fand nicht die richtige Abstimmung für das Auto. Am zweiten Tag verbesserten sich die Rundenzeiten beider Fahrer erheblich. Alesi war auf Position elf dreieinhalb Sekunden schneller als am Freitag und Heidfeld lag nur eine halbe Sekunde dahinter auf Rang 13. Im Qualifying wiederholte Alesi seine beste Rundenzeit nicht und erzielte mit 1:53,309 Minuten nur den 17. Platz. Bei seinem letzten Versuch einer besseren Rundenzeit drehte er sich in der Kurve 19. Heidfeld lag auf Rang 14 mit einem Zehntel Vorsprung auf den Franzosen. Das Rennen wurde mit Regenreifen gestartet, Alesi fuhr nach dem Start auf Position 15 vor und lag damit unmittelbar hinter seinem Kollegen, der seine Position nach dem Start behielt. In Runde vier kam als erster Fahrer Alesi und in Runde fünf Heidfeld für Trockenreifen in die Boxengasse, während alle anderen noch auf Regenreifen unterwegs waren. Nach einer Reihe von Boxenstopps lag Alesi in Runde sieben auf Position acht und erzielte mit 2:00,889 Minuten die schnellste Rennrundenzeit von allen Fahrern. In Runde neun lag er gar auf Position vier, nachdem nun alle auf Trockenreifen gewechselt hatten. Heidfeld konnte seinem Kollegen nach einem schlechten Boxenstopp nicht folgen. In Runde zwölf lag er auf Position 17, als ein Motorschaden sein Rennen beendete. Dieser Defekt war auf den ersten Boxenstopp in Runde fünf zurückzuführen, als Heidfeld den ersten Gang seines Getriebes zerstörte. Das passierte, weil er mit zu hohen Drehzahlen herunterschaltete. Da der Motor und das Getriebe einen gemeinsamen Ölkreislauf hatten, kam es wegen eines Ölverlusts daraufhin im Rennverlauf zum Motorschaden. In Runde 18 fuhr Alesi für seinen zweiten Stopp an die Box und kehrte nach 31 Sekunden auf Platz zehn ins Rennen zurück. In Runde 31, erneut auf Position fünf vorgefahren, stand sein letzter Stopp an; nach 29 Sekunden fuhr er auf Platz neun weiter. Währenddessen schied der Viertplatzierte Barrichello aus und Alesi war auf Position acht liegend knapp vor den Punkterängen, doch er musste das Rennen in derselben Runde wegen einer defekten Kraftstoffpumpe aufgeben.
Nach dem Rennen äußerte Alesi, er werde Prost nicht verlassen und seinen Zweijahresvertrag erfüllen, wenn Alain Prost die Kontrolle über das Team in der Saison 2001 behalte. Heidfeld hingegen unterzeichnete einen Dreijahresvertrag mit Sauber und ersetzte damit Pedro Diniz. Als Ersatz für den freien Platz im Prost-Team wurde Diniz gehandelt, der mit Parmalat einen finanzkräftigen Sponsor ins Team mitbringen könnte. Prost vertagte die Entscheidung über den Ersatz für Heidfeld zunächst.

#### Weiter viele Ausfälle am Ende
Alle Teams versammelten sich Ende August für vier Tage zu einer gemeinsamen Vorbereitungsphase auf der Rennstrecke in Monza. An Tag eins übernahm Heidfeld das Steuer und lag mit 1:28,801 Minuten an der vorletzten Stelle, nur Gené im Minardi war um eine halbe Sekunde langsamer. Tags darauf erzielte Heidfeld eine leicht langsamere Zeit und wurde 16. von insgesamt 18 Fahrern. Für die letzten zwei Tage übernahm Alesi den Wagen und belegte am dritten Tag den 14. Platz von insgesamt 18 Fahrern. Am letzten Tag wurde Alesi mit seiner Bestzeit von 1:28,051 Minuten der langsamste Fahrer.
Das erste freie Training zum Großen Preis von Italien begann für Prost schlecht, beide Wagen belegten nur die Plätze 19 und 22. Alesi fuhr nur am Vormittag, da beim Wagen ein Hydraulikproblem auftrat und die Reparatur den ganzen Nachmittag in Anspruch nahm. Am Samstag belegte Alesi mit 1:25,299 Minuten den 13. Platz, Heidfeld auf Rang 15 lag nur knapp dahinter. Das Qualifying fand bei großer Hitze statt, die laut Alain Prost den Wagen nicht zugutekam. Alesi und Heidfeld qualifizierten sich für die Plätze 19 sowie 20 und ließen nur die beiden Minardis mit den veralteten Fondmetal-Motoren hinter sich. Beim Rennstart starb Alesis Motor ab und der Wagen musste in die Boxengasse geschoben werden, von wo er mit einer Runde Rückstand das Rennen aufnahm. Heidfeld überholte mehrere Fahrzeuge, die wegen Reparaturen nach einem großen Unfall in Kurve drei an die Box mussten, und lag mit Runde zwei an Position zehn. Nachdem das Rennen in Runde elf wieder freigegeben worden war, kämpfte er mit Zonta um seine Position und verlor sie in Runde 13. Da Button und Villeneuve ausfielen, lag Heidfeld auf Platz neun, als er in Runde 15 seinen Wagen drehte und das Rennen nicht mehr fortsetzen konnte. Alesi, der mit einer Ein-Stopp-Strategie fuhr, lag während des ganzen Rennens am Ende des Feldes und beendete es mit zwei Runden Rückstand als Zwölfter und damit Letzter.
Anders als die anderen Teams veranlasste Alain Prost keine Testfahrten, um sich auf das Rennen am Indianapolis Motor Speedway vorzubereiten. Am Freitag vor dem ersten freien Training zum Großen Preis der USA gab Alain Prost bekannt, dass Prost ab nächster Saison Ferrari-Motoren nutzen werde. Der erste Tag endete für Alesi katastrophal, wegen Motorstörungen fuhr er kaum und erzielte mit 1:18,213 Minuten die langsamste Zeit, rund eine Sekunde langsamer als der vorletzte Fahrer Fisichella. Heidfeld war am Ende des Tages der 14-schnellste Pilot. Am zweiten Tag war Heidfeld auf Platz 15 und Alesis Probleme ließen nicht nach, sodass er nur auf Platz 21 kam. Beim Qualifying verbesserte sich Alesi trotz eines im Verlauf des Tages kaputt gegangenen Motors erneut unbedeutend und qualifizierte sich als Zwanzigster, während Heidfeld auf Position 16 ins Rennen startete. Nach dem Start machten beide Fahrer viele Positionen gut und lagen auf Platz 14 und 17, als sie beide gleichzeitig in Runde vier für neue Trockenreifen an die Box gingen. Dadurch, dass die anderen Fahrer später an die Boxen fuhren, überholten Alesi und Heidfeld zahlreiche Autos und befanden sich mit Runde 20 auf den Plätzen 15 und 16. In Runde 26 überholte Heidfeld seinen Stallkollegen. Heidfeld erledigte in Runde 43 seinen letzten Boxenstopp, Alesi folgte fünf Runden später. Mit Beginn der 65. Runde belegten beide Prosts die Plätze acht und neun, als Alesi mit einem Motorendefekt das Rennen aufgeben musste. Heidfeld kämpfte mit Diniz um den achten Platz, verlor allerdings durch schlechte Traktion Zeit und wurde sechs Runden vor dem Ende überholt. Der Zehntplatzierte Wurz näherte sich ebenfalls noch Heidfeld, der jedoch den neunten Platz ins Ziel rettete.
Am Montag nach dem Rennwochenende gab das Prost-Team bekannt, dass Gauloises den bestehenden Sponsorenvertrag nicht verlängern werde. Der französische Zigarettenhersteller war seit der Gründung 1997 der Hauptsponsor des Rennstalls. Alain Prost kommentierte dies lediglich mit den Worten, dass die Beendigung der Partnerschaft nicht überraschend sei und sich das Team schon im Vorfeld darauf vorbereitet habe. Zurück in Frankreich unternahm der Rennstall in Magny-Cours Testfahrten zur Vorbereitung auf das nächste Jahr ein. Stéphane Sarrazin legte in drei Tagen 147 Runden zurück, seine Bestzeit betrug 1:17,672 Minuten.
Anfang Oktober reiste das Team nach Japan zum vorletzten Rennen der Saison. Am Freitag, als beide Fahrer intensiv an einem guten Setup für das Rennen arbeiteten, belegten Heidfeld und Alesi die Plätze 14 und 20. Am Samstag lagen beide Fahrer auf den Positionen 15 und 19. Das Qualifying verlief enttäuschend. Zwar verbesserte sich Alesi auf Platz 17 und Heidfeld lag nur minimal davor auf 16, dennoch erhoffte sich Alain Prost bessere Startplätze für das Rennen. Nach dem Rennstart überholte Alesi seinen Teamkollegen und verfolgte Salo mehrere Runden. Bis Runde 19 arbeitete sich Alesi dank verschiedener Boxenstopps anderer Fahrer auf Position elf vor, doch platzte sein Motor bei Kurve fünf und er drehte sich auf der Strecke; der defekte Peugeot-Motor verteilte viel Motorenöl auf der Fahrbahn. Heidfeld behielt seine Position bis Runde 18, als er seinen ersten Stopp erledigte und auf Rang 18 ins Rennen zurückkehrte. In Runde 39 erledigte Heidfeld als letzter Fahrer seinen geplanten Stopp und kehrte auf Position 16 zurück. In Runde 42 musste auch Heidfeld das Rennen aufgeben, weil seine linke hintere Radaufhängung versagte. Es war das siebte Mal in dieser Saison, dass kein Wagen des Teams das Ziel erreichte.
Für die vakante Position des technischen Direktors für die Formel-1-Weltmeisterschaft 2001 wurde indes Henri Durand verpflichtet. Durand war in der Vergangenheit bei Équipe Ligier tätig, wo er unter anderem bei der Designentwicklung des JS23, JS25 und des JS27, mit dem Ligier den fünften Platz in der Konstrukteursweltmeisterschaft erzielte, mitwirkte. Später wechselte Durand durch ein Angebot von John Barnard zu Ferrari und half bei der Entwicklung des Ferrari 640 mit; Nigel Mansel erzielte mit dem Wagen zwei Siege und Gerhard Berger einen Sieg. 1990 kam Alain Prost zu Ferrari, wo Durand das erste Mal mit dem viermaligen Formel-1-Weltmeister zusammenarbeitete. Mitte 1990 ersetzte Durand den Chef-Aerodynamiker Mike Gascoyne bei McLaren; Durand behielt diese Position bis Herbst 2000, als er das Team trotz der Erfolge in den späten 1990er-Jahren verließ.
Währenddessen war der zweite Fahrerplatz neben Alesi noch immer offen und Prost stand weiterhin mit Pedro Diniz und Marc Gené in Verhandlungen. Doch nachdem Gené mehr Interesse an einer Minardi-Vertragsverlängerung für 2001 gezeigt hatte und Telefonica sein Sponsoren-Engagement in der Formel 1 am Ende der Saison beendet hatte, schied der Spanier aus den Verhandlungen für den freien Prost-Platz aus.
Im Gegensatz zu den anderen Teams legte Prost keine Vorbereitungstage auf anderen Rennstrecken ein und flog stattdessen mit den Mitarbeitern auf Bali, um sich mental auf den Großen Preis von Malaysia vorzubereiten. Beim ersten Training in Sepang schnitten beide Fahrer nicht gut ab, Alesi belegte Platz 18 und Heidfeld legte wegen eines Motorendefekts nur wenige Runden zurück und war am Ende des Tages der langsamste Fahrer. Am Samstag beim letzten freien Training in dieser Saison verbesserte sich Heidfeld extrem und erreichte am Ende den 13. Platz mit eineinhalb Sekunden Rückstand auf die Spitzenzeit von Coulthard. Alesi, der mit dem Handling des Wagens leichte Schwierigkeiten hatte, lag zwei Zehntel hinter seinem Kollegen auf Rang 19. Im Qualifying belegten beide Fahrer die Plätze 18 und 19, Alesis schnellste Zeit lag zweieinhalb Sekunden hinter der Pole-Position-Zeit von Michael Schumacher. Das Rennen begann denkbar schlecht für Prost. In Kurve zwei verbremste sich Diniz und schlitterte in Alesis Heck; durch den Aufprall drehte sich Alesi. Gleichzeitig musste Heidfeld, der neben Alesi war, nach außen ausweichen und traf dort Pedro de la Rosa, der durch die Wucht ausgehebelt wurde. Alesi fuhr vorerst weiter, Heidfeld, de la Rosa sowie Diniz schieden im Verlauf der ersten Runde aus. Der Unfall rief das Safety-Car auf die Strecke, Alesi musste keinen Reparaturstopp einlegen und schloss zum Feld auf. Dabei legte er die bis dahin schnellste Rennrunde mit 2:40,430 Minuten zurück; die Coulthard, nachdem das Rennen in Runde drei freigegeben worden war, mit 1:42,544 Minuten deutlich unterbot. Alesi kämpfte nun mit einem angeschlagenen Wagen gegen beide Minardis, in Runde sechs überholte er zuerst Mazzacane und drei Runden später auch Gené. Den ersten Boxenstopp absolvierte er in Runde 16, nach 34 Sekunden kam er auf Position 17 ins Renngeschehen zurück. Sein zweiter und letzter Stopp erfolgte in Runde 35, während dessen er vom Führenden Michael Schumacher überrundet wurde. Durch weitere Ausfälle von Ralf Schumacher, Ricardo Zonta und Johnny Herbert beendete Alesi mit einer Runde Rückstand auf dem elften und damit vorletzten Platz das Rennen, einzig Trulli lag mit 18 Sekunden hinter ihm.

### Nach der Saison

#### Resümee des Teams
Alain Prost zeigte sich nach dem letzten Rennen sehr enttäuscht über den Verlauf der Saison. Er sei froh, dass die Saison vorbei sei und das Team sich voll auf die neue Saison konzentrieren könne. Die Formel-1-Weltmeisterschaft 2000 war die mit Abstand schlechteste Saison seit der Gründung des Teams 1997, es wurden keine Punkte für die Konstrukteursweltmeisterschaft erzielt und Prost lag damit am Ende sogar an der letzten Position hinter Minardi, da die besten Positionen der Italiener aus Faenza drei achte Plätze waren, während Prost nur einen achten Platz in Monaco verbuchte. Heidfeld zeigte sich gar sehr überrascht, wie schlecht seine Debütsaison verlief.

#### Veränderungen zur neuen Saison
Trotz der fortgeschrittenen Verhandlungen mit Pedro Diniz ging die vakante Fahrerposition für die Saison 2001 an den Minardi-Fahrer Gastón Mazzacane, der von Panamerican Sports Network unterstützt wurde. Diniz, der lange für die freie Fahrerposition im Gespräch war, beendete nach sechs Jahren in der Formel 1 seine aktive Fahrerkarriere und stieg als Investor bei Prost ein. Der Brasilianer investierte 10 Millionen US-Dollar für 40 Prozent Anteile am französischen Rennstall und war seitdem für das Management verantwortlich. Alain Prost blieb allerdings weiterhin Hauptaktionär in seinem Rennstall.

Yahoo beendete trotz Dreijahresvertrag mit Saisonende das Engagement bei Prost

Nach der Saison 2000 verließ der langjährige Hauptsponsor Gauloises, der seit der Gründung 1997 Prost Grand Prix finanziell unterstützte und so auch viel Macht im Team genoss, den Rennstall. Des Weiteren beendete trotz Dreijahresvertrags Yahoo, die erst zu Saisonbeginn ihr Engagement starteten, die Partnerschaft mit Prost. Ferner verließen noch Agfa, BIC, DMG, Europcar, Tradition, Playstation und einige kleinere französische Sponsoren wie Sescoi und Cegetel das Team. Als neue Sponsoren kamen unter anderem Acer, Adecco, Aprilia, Bang & Olufsen, Fiat, MSC Software, Parmalat, PSN, Puma und Ray-Ban hinzu.
Nachdem Alan Jenkins noch während der laufenden Weltmeisterschaft entlassen worden war, verpflichtete der Rennstall im Oktober Henri Durand als neuen technischen Direktor. Außerdem stieß noch Joan Villadelprat als Chief Operating Officer zum Rennstall, um Alain Prost sowie Sportdirektor John Walton (1957–2004) zu unterstützen. Der Spanier Villadelprat war vorher bei McLaren sowie Ferrari als Rennmechaniker und bei Tyrrell sowie Benetton als Team-Manager tätig. Der Designer Jean-Paul Gousset und der Aerodynamiker Loïc Bigois behielten über die Saison hinaus ihre jeweiligen Positionen.
Da Peugeot im Vorfeld zum Großen Preis von Deutschland den vollständigen Rücktritt als Motorenhersteller aus der Formel 1 verkündete, musste sich Prost lange nach einer Motorenlösung für 2001 umschauen. Nach zahlreichen Verhandlungen mit unter anderem Mercedes wurde Alain Prost mit Ferrari fündig, nach dem Großen Preis von Italien erklärten die Italiener eine zweijährige Zusammenarbeit mit ähnlichen Konditionen wie bei Sauber. So erhielt Prost die Vorjahresmotoren und musste sie umbenennen. Der neue Hauptsponsor Acer wurde als Herstellername nominiert und so trat der Rennstall in der Saison 2001 mit dem Ferrari Tipo 049 unter dem offiziellen Namen Acer 01A an.
Für die neue Weltmeisterschaft wechselte Prost auch den Reifenhersteller; bis dahin bezog Prost die Reifen von Bridgestone. Durch den Einstieg von Michelin ergab sich eine neue Gelegenheit, einen französischen Partner zu gewinnen. Beide Parteien unterzeichneten kurz vor Weihnachten 2000 einen Dreijahresvertrag. Alain Prost zeigte sich beeindruckt von der harten Arbeit im Vorfeld zur ersten Saison mit Michelin und erwartete eine hohe Konkurrenzfähigkeit gegenüber Bridgestone. Michelins Sportdirektor Pierre Dupasquier äußerte sich erfreut, ein weiteres Team beliefern zu können, und erhoffte sich dadurch mehr Informationen, um die Reifen effektiv weiterentwickeln zu können.

## Lackierung und Sponsoring

Gauloises durfte bei zwei Rennen nicht mit ihrem Logo werben

Die Grundfarbe des Fahrzeuges wurde im Jahr 2000 wie in den vorherigen Jahren komplett in einem dunkleren Blau gehalten, einzig ein paar Streben des Heckflügels, der vorderste Teil des Frontflügels sowie der Unterboden waren schwarz und die Spiegel dank des Treibstofflieferanten Total rot lackiert. Hauptsponsor war wieder Gauloises; der französische Zigarettenhersteller warb auf dem Heckflügel, dem Frontflügel und der Airbox. Der zweite Sponsor Yahoo, der in dieser Saison erstmals das Prost-Team unterstützte, warb auf den Seitenkästen, der Nase und Kopfstütze. Auf den Bargeboards und den Fahrerhelmen warb Sony mit seiner neuen Spielkonsole PlayStation, direkt hinter den Bargeboards sowie auf der Nase unmittelbar vor dem Fahrer warb der französische Schreibwarenhersteller BIC. Am seitlichen Heckflügel warb der französische Catering-Betrieb Sodexho. Weitere Sponsoren waren 3M, DMG, Europcar und Sparco.
Bei den Rennen in Großbritannien und Frankreich musste auf die Tabakwerbung verzichtet werden. Stattdessen wurden auf den Plätzen der Logos weiße Balken mit unterschiedlicher Breite platziert; einzige Ausnahme bildete die Airbox, die ohne Sponsoren blieb.

## Fahrer
Stammfahrer waren Jean Alesi sowie Nick Heidfeld, als Test- und Ersatzfahrer wurde Stéphane Sarrazin erneut nominiert. Jean Alesi war vor seinem Engagement bei Prost Grand Prix bei Tyrrell, Ferrari, Benetton und Sauber tätig. Während seiner ersten Saison für Ferrari im Jahr 1991 war Alesi der Teamkollege von Alain Prost, später war für fünf Jahre Gerhard Berger sein Teamkollege bei Ferrari und Benetton. Der äußerst temperamentvolle Franzose gewann im Verlauf seiner Karriere ein einziges Rennen, den Großen Preis von Kanada 1995, und stand insgesamt 32 Mal auf dem Podest der drei Erstplatzierten. Seine beste Weltmeisterschaftsplatzierung waren zwei vierte Plätze in den Saisons 1996 sowie 1997. Der zweite Fahrer Nick Heidfeld debütierte mit Prost Grand Prix in der Formel 1, davor war der junge Deutsche in verschiedenen Formel-Rennserien vertreten. 1997 gewann er die Deutsche Formel-3-Meisterschaft und stieg für 1998 in die Internationale Formel 3000 auf, die er 1999 deutlich gewann. Erste Erfahrungen mit einem Formel-1-Boliden machte Heidfeld im Dezember 1997, als er mit McLaren Testfahrten unternahm. Für die Weltmeisterschaft 1998 und 1999 nominierte McLaren Heidfeld als offiziellen Test- und Ersatzfahrer. Stéphane Sarrazin wurde zum dritten Mal in Folge als der offizielle Prost-Ersatzfahrer nominiert. Er fuhr davor mehrere Jahre in der französischen Formel 3 und wurde in dieser Rennserie 1997 Vizemeister. Parallel zu seinem Engagement bei Prost trat er noch in der Internationalen Formel 3000 an, sein bestes Ergebnis war der vierte Platz im Endklassement von 1999. Sein Formel-1-Debüt gab Sarrazin 1999, als er für Minardi beim Großen Preis von Brasilien den am Handgelenk verletzten Luca Badoer ersetzte.

## Weitere Verwendung der Fahrzeuge
Es wurden insgesamt fünf verschiedene Fahrzeuge gefertigt. Das Modell AP03-01, das an jedem Formel-1-Rennwochenende einer der beiden Stammfahrer einsetzte, wurde ohne den Peugeot-Motor am 29. Oktober 2000 während einer Internet-Auktion, organisiert durch den Hauptsponsor Yahoo, als Teil des Sponsoringvertrages versteigert. Der Erlös aus der Versteigerung wurde an UNICEF gespendet. Es war die erste Internet-Versteigerung eines Formel-1-Autos. Der AP03-02 ist im Ligier-Museum auf der Rennstrecke in Magny-Cours ausgestellt. Die Modelle AP03-03 sowie AP03-04 wurden 2002 im Rahmen einer Zwangsversteigerung nach der Insolvenz des Rennstalls verkauft. Das Modell AP03-05 ist im Peugeot-Museum in Sochaux ausgestellt.

## Sonstiges
Der Prost AP03 war der letzte Formel-1-Rennwagen, der von einem Peugeot-Motor angetrieben wurde.

## Ergebnisse
| Fahrer                          | Nr.                             | 1   | 2   | 3   | 4   | 5   | 6  | 7   | 8   | 9  | 10  | 11  | 12  | 13  | 14  | 15  | 16  | 17  | Punkte | Rang |
| ------------------------------- | ------------------------------- | --- | --- | --- | --- | --- | -- | --- | --- | -- | --- | --- | --- | --- | --- | --- | --- | --- | ------ | ---- |
| Formel-1-Weltmeisterschaft 2000 | Formel-1-Weltmeisterschaft 2000 |     |     |     |     |     |    |     |     |    |     |     |     |     |     |     |     |     | 0      | —.   |
| J. Alesi                        | 14                              | DNF | DNF | DNF | 10  | DNF | 9  | DNF | DNF | 14 | DNF | DNF | DNF | DNF | 12  | DNF | DNF | 11  | 0      | —.   |
| N. Heidfeld                     | 15                              | 9   | DNF | DNF | DNF | 16  | EX | 8   | DNF | 12 | DNF | 12  | DNF | DNF | DNF | 9   | DNF | DNF | 0      | —.   |

| Legende  | Legende            | Legende                                                          |
| Farbe    | Abkürzung          | Bedeutung                                                        |
| -------- | ------------------ | ---------------------------------------------------------------- |
| Gold     | –                  | Sieg                                                             |
| Silber   | –                  | 2. Platz                                                         |
| Bronze   | –                  | 3. Platz                                                         |
| Grün     | –                  | Platzierung in den Punkten                                       |
| Blau     | –                  | Klassifiziert außerhalb der Punkteränge                          |
| Violett  | DNF                | Rennen nicht beendet (did not finish)                            |
| Violett  | NC                 | nicht klassifiziert (not classified)                             |
| Rot      | DNQ                | nicht qualifiziert (did not qualify)                             |
| Rot      | DNPQ               | in Vorqualifikation gescheitert (did not pre-qualify)            |
| Schwarz  | DSQ                | disqualifiziert (disqualified)                                   |
| Weiß     | DNS                | nicht am Start (did not start)                                   |
| Weiß     | WD                 | zurückgezogen (withdrawn)                                        |
| Hellblau | PO                 | nur am Training teilgenommen (practiced only)                    |
| Hellblau | TD                 | Freitags-Testfahrer (test driver)                                |
| ohne     | DNP                | nicht am Training teilgenommen (did not practice)                |
| ohne     | INJ                | verletzt oder krank (injured)                                    |
| ohne     | EX                 | ausgeschlossen (excluded)                                        |
| ohne     | DNA                | nicht erschienen (did not arrive)                                |
| ohne     | C                  | Rennen abgesagt (cancelled)                                      |
| ohne     | keine WM-Teilnahme |                                                                  |
| sonstige | P/fett             | Pole-Position                                                    |
| sonstige | 1/2/3/4/5/6/7/8    | Punktplatzierung im Sprint-/Qualifikationsrennen                 |
| sonstige | SR/kursiv          | Schnellste Rennrunde                                             |
| sonstige | *                  | nicht im Ziel, aufgrund der zurückgelegten Distanz aber gewertet |
| sonstige | ()                 | Streichresultate                                                 |
| sonstige | unterstrichen      | Führender in der Gesamtwertung                                   |